# Naturbahnrodel-Weltcup 2008/09
Der Naturbahnrodel-Weltcup 2008/09 wurde in drei Disziplinen und in jeweils sechs Saisonrennen ausgetragen. Saisonhöhepunkt war die Naturbahnrodel-Weltmeisterschaft 2009 vom 12. bis 15. Februar in Moos in Passeier.

## Damen-Einsitzer

### Ergebnisse
| Datum                    | Ort           | Siegerin               | Zweite                 | Dritte                 |
| ------------------------ | ------------- | ---------------------- | ---------------------- | ---------------------- |
| 9. bis 11. Januar 2009   | St. Sebastian | Renate Gietl           | Jekaterina Lawrentjewa | Melanie Batkowski      |
| 16. bis 18. Januar 2009  | Umhausen      | Renate Gietl           | Jekaterina Lawrentjewa | Melanie Batkowski      |
| 23. bis 25. Januar 2009  | Unterammergau | Renate Gietl           | Melanie Batkowski      | Jekaterina Lawrentjewa |
| 30. bis 31. Januar 2009  | Deutschnofen  | Jekaterina Lawrentjewa | Evelyn Lanthaler       | Renate Gietl           |
| 24. bis 25. Februar 2009 | Nowouralsk    | Jekaterina Lawrentjewa | Melanie Batkowski      | Renate Gietl           |
| 26. bis 27. Februar 2009 | Nowouralsk    | Melanie Batkowski      | Jekaterina Lawrentjewa | Renate Gietl           |

### Weltcupstand
Endstand nach sechs Rennen (ein Streichresultat)
| Rang | Name                   | Punkte |
| ---- | ---------------------- | ------ |
| 01   | Jekaterina Lawrentjewa | 455    |
| 02   | Renate Gietl           | 440    |
| 03   | Melanie Batkowski      | 410    |
| 04   | Evelyn Lanthaler       | 300    |
| 05   | Renate Kasslatter      | 285    |
| 06   | Julija Wetlowa         | 266    |
| 07   | Marlies Wagner         | 252    |
| 08   | Tina Unterberger       | 198    |
| 09   | Tamara Schwarz         | 173    |
| 10   | Nina Bučinel           | 167    |

| Rang | Name                   | Punkte |
| ---- | ---------------------- | ------ |
| 11   | Irma Karišik           | 162    |
| 12   | Veronika Nachmann      | 160    |
| 13   | Katrin Mladek          | 137    |
| 14   | Ljudmila Astramowitsch | 118    |
| 15   | Michaela Maurer        | 114    |
| 16   | Olga Sidorowa          | 073    |
| 17   | Aljona Aschtscheulowa  | 042    |
| 18   | Regina Gilwanowa       | 030    |
|      | Oksana Jelessina       | 030    |

## Herren-Einsitzer

### Ergebnisse
| Datum                    | Ort           | Sieger                              | Zweiter          | Dritter          |
| ------------------------ | ------------- | ----------------------------------- | ---------------- | ---------------- |
| 9. bis 11. Januar 2009   | St. Sebastian | Gerald Kammerlander Michael Scheikl |                  | Thomas Schopf    |
| 16. bis 18. Januar 2009  | Umhausen      | Gerald Kammerlander                 | Patrick Pigneter | Robert Batkowski |
| 23. bis 25. Januar 2009  | Unterammergau | Patrick Pigneter                    | Gernot Schwab    | Thomas Schopf    |
| 30. bis 31. Januar 2009  | Deutschnofen  | Patrick Pigneter                    | Thomas Schopf    | Hannes Clara     |
| 24. bis 25. Februar 2009 | Nowouralsk    | Patrick Pigneter                    | Thomas Schopf    | Gernot Schwab    |
| 26. bis 27. Februar 2009 | Nowouralsk    | Patrick Pigneter                    | Thomas Schopf    | Gernot Schwab    |

### Weltcupstand
Endstand nach sechs Rennen (ein Streichresultat)
| Rang | Name                  | Punkte |
| ---- | --------------------- | ------ |
| 01   | Patrick Pigneter      | 485    |
| 02   | Thomas Schopf         | 395    |
| 03   | Gernot Schwab         | 324    |
| 04   | Michael Scheikl       | 303    |
| 05   | Gerald Kammerlander   | 296    |
| 06   | Hannes Clara          | 277    |
| 07   | Robert Batkowski      | 260    |
| 08   | Anton Blasbichler     | 252    |
| 09   | Rudi Resch            | 235    |
| 10   | Stefan Gruber         | 201    |
| 11   | Thomas Kammerlander   | 160    |
| 12   | Florian Breitenberger | 151    |
| 13   | Marcus Grausam        | 150    |
| 14   | Damian Waniczek       | 138    |
| 15   | Kaj Johnson           | 134    |
| 16   | Björn Kierspel        | 112    |
| 17   | Luka Švab             | 111    |

| Rang | Name                | Punkte |
| ---- | ------------------- | ------ |
| 18   | Georg Maurer        | 107    |
| 19   | John Gibson         | 101    |
| 20   | Stanislaw Kowschik  | 097    |
| 21   | Adam Jędrzejko      | 091    |
| 22   | Iwan Lasarew        | 082    |
| 23   | Andreas Castiglioni | 080    |
|      | Andrzej Laszczak    | 080    |
|      | Matic Nemc          | 080    |
| 26   | Markus Wichan       | 079    |
| 27   | Florian Clara       | 076    |
| 28   | Alexander Jegorow   | 072    |
| 29   | Greg Jones          | 071    |
| 30   | Florian Batkowski   | 068    |
| 31   | Ihor Senjuk         | 064    |
| 32   | Miha Meglič         | 063    |
| 33   | Žiga Pagon          | 060    |
| 34   | Pawel Porschnew     | 048    |

| Rang | Name                 | Punkte |
| ---- | -------------------- | ------ |
| 35   | Alexander Daschewski | 42     |
| 36   | Witalij Sacharow     | 39     |
| 37   | Tschawdar Arsow      | 36     |
|      | Pawel Silin          | 36     |
| 39   | Łukasz Goryl         | 35     |
| 40   | Maxim Batunin        | 31     |
| 41   | Adrian Filimon       | 28     |
| 42   | Marjan Husner        | 27     |
| 43   | David Scott          | 25     |
| 44   | Sergej Garipow       | 19     |
| 45   | Angel Iwanow         | 16     |
| 46   | Juri Talych          | 14     |
|      | Ciprian Tazlaoanu    | 14     |
|      | Yang Hyun-min        | 14     |
| 49   | Lee Jeong-il         | 11     |
| 50   | Kiril Kirilow        | 06     |

## Doppelsitzer

### Ergebnisse
| Datum                    | Ort           | Sieger                         | Zweite                          | Dritte                              |
| ------------------------ | ------------- | ------------------------------ | ------------------------------- | ----------------------------------- |
| 9. bis 11. Januar 2009   | St. Sebastian | Pawel Porschnew Iwan Lasarew   | Patrick Pigneter Florian Clara  | Andrzej Laszczak Damian Waniczek    |
| 16. bis 18. Januar 2009  | Umhausen      | Pawel Porschnew Iwan Lasarew   | Patrick Pigneter Florian Clara  | Andrzej Laszczak Damian Waniczek    |
| 23. bis 25. Januar 2009  | Unterammergau | Patrick Pigneter Florian Clara | Christian Schopf Andreas Schopf | Christian Schatz Gerhard Mühlbacher |
| 30. bis 31. Januar 2009  | Deutschnofen  | Patrick Pigneter Florian Clara | Pawel Porschnew Iwan Lasarew    | Christian Schopf Andreas Schopf     |
| 24. bis 25. Februar 2009 | Nowouralsk    | Patrick Pigneter Florian Clara | Pawel Porschnew Iwan Lasarew    | Christian Schopf Andreas Schopf     |
| 26. bis 27. Februar 2009 | Nowouralsk    | Patrick Pigneter Florian Clara | Pawel Porschnew Iwan Lasarew    | Christian Schopf Andreas Schopf     |

### Weltcupstand
Endstand nach sechs Rennen (ein Streichresultat)
| Rang | Name                                  | Punkte |
| ---- | ------------------------------------- | ------ |
| 1    | Patrick Pigneter – Florian Clara      | 485    |
| 2    | Pawel Porschnew – Iwan Lasarew        | 455    |
| 3    | Christian Schopf – Andreas Schopf     | 355    |
| 4    | Andrzej Laszczak – Damian Waniczek    | 305    |
| 5    | Thomas Weiss – Andreas Leiter         | 280    |
| 6    | Christian Schatz – Gerhard Mühlbacher | 267    |
| 7    | Alexander Jegorow – Pjotr Popow       | 266    |

| Rang | Name                                         | Punkte |
| ---- | -------------------------------------------- | ------ |
| 08   | Thomas Kammerlander – Christoph Regensburger | 219    |
| 09   | Witalij Sacharow – Ihor Senjuk               | 174    |
| 10   | Stanislaw Kowschik – Roman Molwistow         | 156    |
| 11   | Kaj Johnson – Greg Jones                     | 142    |
| 12   | Christoph Knauder – Thomas Knauder           | 084    |
| 13   | Pawel Silin – Iwan Rodin                     | 078    |

## Nationenwertung
Endstand nach 18 Rennen
| Rang | Land        | Punkte |
| ---- | ----------- | ------ |
| 1    | Italien     | 4165   |
| 2    | Österreich  | 4122   |
| 3    | Russland    | 2642   |
| 4    | Deutschland | 0757   |
| 5    | Polen       | 0731   |
| 6    | Slowenien   | 0481   |
| 7    | Kanada      | 0469   |

| Rang | Land                    | Punkte |
| ---- | ----------------------- | ------ |
| 08   | Ukraine                 | 349    |
| 09   | Bosnien und Herzegowina | 188    |
| 10   | Bulgarien               | 058    |
| 11   | Rumänien                | 042    |
| 12   | Südkorea                | 025    |
|      | Vereinigtes Königreich  | 025    |